# 菲利普·卡恩
菲利普·卡恩（Philippe Kahn，1952年3月16日—），法裔美国企业家和发明家，是Borland的创始人之一，发明了第一部照相手机 。